# Vittorino da Feltre
Vittorino Ramboldini más conocido como Vittorino da Feltre (Feltre, 1372 o 1378-Mantua, 2 de febrero de 1446) fue un humanista y educador italiano.

## Biografía
Hijo de un escribano, se marchó hacia Padua para estudiar en la Universidad de Padua, donde fue alumno de Gasparino de Barzizza. En 1422 obtuvo las cátedras en Filosofía y Retórica en la Universidad de Padua. Posteriormente, se desempeñó como profesor de matemáticas y lenguas clásicas (latín y griego). Influyeron en sus concepciones acerca de la educación los mentores Pier Paolo Vergerio, autor del primer tratado de pedagogía del humanismo y Guarino Guarini de Verona, con quien perfeccionó el griego, en Venecia. También tuvo como profesores a Juan de Ravena y Gasparino Barzizza en las disciplinas literarias, y a Jacobo de Forli en las ciencias físicas y astronómicas.
Fue invitado a Mantua por Francisco I Gonzaga y allí se estableció en 1422. Pronto fundó (en 1423) allí una escuela bajo los ideales cristianos unidos a los del humanismo. La llamó Ca' Gioiosa, que significa La casa de la alegría. La estableció alejada de la agitada y mundanal vida cortesana, en un poblado que Gonzaga, su colaborador, dejó a su disposición. Él vivía con los mismos alumnos en la misma casa, por lo que se ha considerado que fundó la primera escuela pupila secular.

## Obra y pensamiento
Fue un innovador en el área educativa, convencido de que la educación debía estar basada en el interés de los alumnos, quienes no debían considerarla un castigo.
Fue el primer humanista en desarrollar un currículo de educación física. Su programa incorporaba la arquería, las carreras, los bailes, la cacería, la pesca, la natación, el esgrima, la lucha y los saltos. Según Vittorino, la educación física debería ser considerada como cualquier otra disciplina dentro del proceso educativo del individuo, ya que es indispensable para el aprendizaje en otros campos del saber. Además, era importante para disciplinar el cuerpo, la preparación de la guerra y para el descanso y la recreación. Se le atribuye a él la creación de ejercicios especiales para niños con incapacidades físicas.
Muchos hijos de grandes humanistas del siglo XV enviaron a sus hijos a su escuela, como Guarino de Verona, Poggio Bracciolini y Francesco Filelfo. También tuvo como alumno a Federico de Montefeltro.
Su sistema de enseñanza fue imitado en toda Europa, especialmente en Inglaterra. Su movimiento de renovación pedagógica culminó en el de Hyeronimus Mercurialis.